# Gillian Hills
Gillian Hills est une chanteuse et actrice britannique de cinéma, née le 5 juin 1944 au Caire (Égypte).

## Biographie
Elle est la fille de l'écrivain et aventurier britannique Denis Hills et de sa première épouse Dunia Leśmianowna, fille du poète symboliste polonais Bolesław Leśmian.
Si son parcours cinématographique se partage entre la France et la Grande-Bretagne, sa carrière discographique se déroule pour l'essentiel en France, où elle connaît un certain succès sur la scène yéyé au début des années 1960.

### Carrière cinématographique
Gillian Hills apparaît dans une douzaine de films, des petits rôles le plus souvent, qui mettent en valeur sa juvénile beauté et son côté sexy. Le réalisateur Roger Vadim, qui apprécie sa ressemblance avec Brigitte Bardot, lui donne sa première chance dans Les Liaisons dangereuses 1960 (1959).
Elle tient ses principaux rôles dans L'Aguicheuse (Beat Girl, 1960), d'Edmond T. Gréville, La Faute de l'abbé Mouret (1970), de Georges Franju et Nana (1970), de Mac Ahlberg. Elle apparaît également dans Blow-Up (1966) de Michelangelo Antonioni et Orange mécanique (1971) de Stanley Kubrick.

### Carrière musicale
Eddie Barclay produit ses premiers disques alors qu'elle est encore adolescente. Ses titres les plus connus : Ma première cigarette (1960), Cou-couche panier (1960), Zou bisou bisou (1961)…
Elle est, un temps, l'égérie de l'émission radiophonique Salut les copains.
Charles Aznavour lui écrit deux chansons : Ne crois surtout pas et Jean-Lou (1961).
Elle est également connue pour ses duos : Près de la cascade (1960), avec Henri Salvador, Spécialisation et Aimons-nous (1960), avec Eddie Constantine, Une petite tasse d'anxiété (1963), avec Serge Gainsbourg, et C'est bien mieux comme ça (1962), avec Eddy Mitchell et Les Chaussettes noires.
Son dernier disque, en anglais, est édité chez Vogue : Look at them (1965).
Elle enregistre en tout 36 chansons dont 33 sont reprises sur un double CD dans la série Twistin' the rock (Barclay).

## Discographie

### Microsillons super 45 tours
- 1960 : Si tu veux que je te dise (Aimé Barelli, Gérard Gustin, Michel Cassez, alias Gaston) / Le Paradis pour toi (A Kookie Little Paradise) (André Salvet, Bob Hilliard, Lee Pockriss, Lucien Morisse) / Ma première cigarette (Bob Hilliard, Philip Springer, René Rouzaud) / Cou-couche panier (René Denoncin, Serge Castel), accompagnée par Paul Mauriat et son orchestre, Barclay (70.352 M)
- 1961 : Jean Lou (André Paté, Charles Aznavour) / Tu peux (Fernand Bonifay) / Ne crois surtout pas (André Paté, Charles Aznavour) / Un petit baiser (The Kiss) (André Salvet, Arleen Lanzotti, Lucien Morisse), accompagnée par Paul Mauriat et son orchestre, Barclay (70.352 M)
- 1961 : Zou bisou bisou (Zoo be zoo be zoo) (du film Les Dessous de la millionnaire) (Alan Tew, Bill Shepherd, Michel Rivgauche) / Je viens quand tu veux (Call Me Anytime) (André Salvet, Jesse Stone, Lucien Morisse) / Allons dans le bois (Good Time Baby) (Bernie Lowe, Daniel Hortis, Dave Appel, Kal Mann) / La Tête à l'envers (Jingle Bell Rock) (Georges Aber, Jim Boothe, Joe Beal), accompagnée par Jean Bouchéty et son orchestre, Barclay (70.387 M)
- 1962 : En dansant le twist (The fish) (Daniel Hortis, Gisèle Vesta, Jon Sheldon, Barney Williams, Willie Denson) / Les Jolis cœurs (Kiss and Run) (Hubert Ithier, Norrie Paramor) / Je reviens vers le bonheur (Walkin' back to happiness) (John Francis Schroeder, Mike Hawker, Richard Anthony) / Mon cœur est prêt (Don't Treat Me Like A Child) (Eliane Lubin, John Francis Schroeder), accompagnée par Jean Bouchéty et son orchestre, Barclay (70.428 M)
- 1963 : Tu mens (Gillian Hills) / Maintenant il téléphone (Gillian Hills) / Avec toi (Gillian Hills) / Ne t'en fais pas (Gillian Hills), accompagnée par Christian Chevallier et son orchestre, Barclay (70.552 M)
- 1964 : Qui a su ? (Gillian Hills) / Je partirai (Gillian Hills) / Oublie (Gillian Hills) / C’est le garçon (Gillian Hills), accompagnée par Mickey Baker et son orchestre, Barclay (70.595 M)
- 1965 : Rien n'est changé (Gillian Hills) / Oublie, oublie-la (My Heart Is Your Heart) (Georges Aber, Len Beadle, Robin Conrad) / Tut, tut, tut, tut...(Busy Signal) (Gilles Thibaut, Malou Rene) / Rentre sans moi (Leave Me Be) (Chris White, Gilles Thibaut), accompagnée par Gérard Hugé et son orchestre, Disc’AZ/Disques Vogue (EP 972)

### Microsillons 45 tours simples
- 1960 : Gillian Hills, Henri Salvador et le Ramirez Cha Cha Band: Près de la cascade (By A Waterfall) (du film Footlight Parade) (Sammy Fain, Suzanne Flour) / Gillian Hills et le Ramirez Cha Cha Band: Cha cha stop (Spartaco Andréoli, Daniel Hortis, Hubert Ithier), Barclay (62112)
- 1960 : Gillian Hills et Eddie Constantine: Spécialisation (Specialization) (du film Le Milliardaire) (Jimmy Van Heusen, René Rouzaud, Sammy Cahn) / Gillian Hills et Eddie Constantine: Aimons-nous (Let's Make Love) (du film Le Milliardaire) (Jimmy Van Heusen, René Rouzaud, Sammy Cahn), accompagnés par Paul Mauriat et son orchestre, Barclay (60238)
- 1962 : Les Chaussettes noires avec Gillian Hills: C'est bien mieux comme ça (du film Les Parisiennes) (Charles Aznavour, Georges Garvarentz) / (version instrumentale par Les Satellites), Barclay (60305)
- 1965 : Look At Them (Gillian Hills) / Tomorrow Is Another Day (Gillian Hills), accompagnée par Bob Leaper et son orchestre, Disques Vogue (VRS.7005)

### Microsillon 33 tours 25 cm
- 2003 : Près de la cascade / Ma première cigarette /	Si tu veux que je te dise / Cou-couche panier / Le Paradis pour toi / Cha cha stop / Jean-Lou / Tu peux / Ne crois surtout pas / Un petit baiser, Barclay (076 071-0)

### Compact discs
- 2002 : Vue Intégrale (Twistin' The Rock, vol. 9): Près de la cascade / Cha cha stop / Si tu veux que je te dise / Le Paradis pour toi / Ma première cigarette / Cou-couche panier / Spécialisation / Aimons-nous / Jean-Lou / Un petit baiser / Ne crois surtout pas / Tu peux / Zou bisou bisou / Je viens quand tu veux / Allons dans le bois / La Tête à l'envers / C'est bien mieux comme ça / Je reviens vers le bonheur / Les Jolis cœurs / En dansant le twist / Mon cœur est prêt / Tu mens / Avec toi / Ne t'en fais pas / Maintenant il téléphone / Qui a su ? / Je partirai / Oublie / C'est le garçon / Rien n'est changé / Oublie, oublie-la / Tut, tut, tut, tut... / Rentre sans moi, 2xCD Barclay (549 905-2)
- 2003 : Ma première cigarette / Si tu veux que je te dise / Cou-couche panier / Le Paradis pour toi / Jean-Lou / Tu peux / Ne crois surtout pas / Un petit baiser / Spécialisation / Aimons-nous, Barclay (076 071-2)